# Hyporhamphus unifasciatus
La agujeta blanca, escribano, balajú, marao blanco o pajarito blanco del Atlántico es la especie Hyporhamphus unifasciatus, un pez marino de la familia hemirránfidos, distribuido por la costa oeste del océano Atlántico desde Canadá hasta Argentina, incluyendo el mar Caribe y el golfo de México. Está aún por determinar si también se distribuye por la costa del océano Pacífico desde Estados Unidos hasta Perú o se trata de otra especie similar.

## Importancia para el hombre
Es pescado para alimentación humana pero con escasa importancia comercial y raro en los mercados, sin embargo es común utilizarlo como cebo para la pesca de peces mayores. En Venezuela se captura con redes mandinga usando luces.

## Anatomía
Aunque se ha descrito una captura de 30 cm, la longitud máxima común es de 20 cm.
Cuerpo alargado, con la mandíbula inferior muy prolongada mientras que la superior más corta, triangular y escamosa; las aletas carecen de espinas, aletas pectorales no muy largas, aleta caudal emarginada o ligeramente ahorquillada; aleta anal con 15 a 18 radios con la parte posterior de color verdoso, con 3 barras estrechas y oscuras, los flancos plateados y el vientre blanco, con la base carnosa de la mandíbula inferior de color rojo, la aleta caudal de color brillante con las puntas oscuras.

## Hábitat y biología
Habitan aguas marinas y salobres, con comportamiento oceanódromo. Es una especie que habitan en la superficie formando cardúmenes de gran envergadura, que frecuentemente entran en los estuarios de los ríos.
Es omnívoro, alimentándose de algas y otros pequeños animales.